# Малиновский, Назар Вячеславович
Наза́р Вячесла́вович Малино́вский (укр. Назар Вячеславович Маліновський; род. 18 апреля 1998, Первома́йск, Николаевская область) — украинский футболист, защитник

## Биография
Воспитанник футбольной школы харьковского «Металлиста», первые тренеры Владимир Линке и Олег Крамаренко. В турнирах ДЮФЛ Украины провёл за харьковчан 72 игры. В 2015 году выступал за команду в юношеском и молодёжном первенствах, а в летнее межсезонье отправился на сборы с основной командой, однако ни одной официального официального матча за «Металлист» так и не провёл. В конце 2015 года перешёл в португальский «Авеш», где выступал только за юношескую команду. В 2017 году вернулся на Украину, став игроком любительского клуба «Металлист 1925». С лета 2017 года — игрок «Звезды». Дебютировал в украинской Премьер-Лиге 18 ноября 2017 года, после первого тайма домашнего матча против киевского «Динамо» заменив Сесе Пепе
Весной 2017 года был дисквалифицирован контрольно-дисциплинарным комитетом ФФУ на один год и ещё один год условно (с испытательным сроком 2 года) за участие в организации договорных матчей

## Сборная
В 2015 году провёл 3 матча за юношескую сборную Украины (до 16-ти лет)